# بهاباد
بهاباد مرکز شهرستان بهاباد در جنوب شرقی استان یزد است.

## آب و هوا و اقلیم
بهاباد دارای آب و هوای نیمه‌خشک و متوسط بارندگی ۱۵۳٫۹ میلی‌متر در سال می‌باشد. در سمت غرب و جنوب دارای مناطق ییلاقی و خوش آب و هوایی است که در فصل‌های بهار و تابستان تفریحگاه و استراحتگاه بسیاری از مردم مناطق دور و نزدیک می‌باشد.
ارتفاع آن از سطح دریا در مرکز شهرستان ۱٬۴۰۱ متر است. این رقم در شمال دشت بهاباد کاهش می‌یابد و در جنوب در قلهٔ بن لخت به حدود ۳٬۰۰۲ متر از سطح دریا می‌رسد. حداکثر مطلق درجهٔ ثبت‌شده در منطقه ۴۵ درجه و حداقل مطلق تا ۲۰ درجه زیر صفر نیز رسیده است. تنها رودخانهٔ دائمی بهاباد رودخانهٔ شور در منطقهٔ جلگه، در شمال شهرستان جریان دارد. سرزمین‌های اطراف این رودخانه از نظر ژئومورفولوژی پدیده‌ای کم‌نظیر برای مطالعه و بررسی دانشگاهیان و پژوهشگران رشته‌های جغرافیا و زمین‌شناسی می‌باشد.

## ویژگی‌های انسانی
بیشتر مردم آن به کشاورزی و دامپروری مشغول هستند. دین آنها اسلام و مذهب شیعه دوازده امامی می‌باشد. از غذای محلی این شهر می‌توان نون کوتو را نام برد. گویش محلی مردم بهاباد به گویش مردم استان کرمان نزدیک است.

## کشاورزی
از محصولات کشاورزی این منطقه می‌توان به گندم، جو، زیره، پسته، انگور، انار، به، توت، گردو، بادام و اخیراً زعفران با کیفیت نسبتاً بالا نام برد.
شهر بهاباد قدمتی دیرینه دارد و در تاریخ نقل شده است که در زمان مغول‌ها این شهر به کلی نابود شده و دوباره بازسازی شده است. این شهر یکی از شهرهای نیمه کویری ایران است که در حاشیهٔ دشت لوت واقع شده ولی با این حال شهری سرسبز است. در قدیم انگور بهاباد بسیار معروف بوده است ولی اکنون بیشتر باغات این منطقه مربوط به پسته است. در سال‌های اخیر کشت گیاهان دارویی و ایجاد گلخانه‌های صنعتی نیز مورد توجه قرار گرفته است.

## جاذبه‌های گردشگری
- آرامگاه ملا عبدالله بهابادی
- کویر بکر بهاباد
- موزهٔ علوم طبیعی
- موزهٔ مردم‌شناسی
- مسجد جامع بهاباد
- رودخانهٔ شور روستای احمدآباد
- بقعهٔ شیخ ضیاالدین
- قلعهٔ تاریخی جنت‌آباد
- برج قلعه
- خندق بهاباد
- خانهٔ سنگی روستا دانشی
- حدیله